# بندر عسلویه
بندر عَسَلویه (عسلو) یک شهر بندری و مرکز شهرستان عسلویه از توابع استان بوشهر در جنوب ایران و در کرانه خلیج فارس است. این بندر تا مرکز استان (بندر بوشهر) ۲۹۰ کیلومتر فاصله دارد.
منطقه ویژه اقتصادی انرژی پارس در گستره جغرافیایی شهرستان عسلویه قرار دارد و حدود ۱۰۵ کیلومتر از میدان گازی پارس جنوبی که در میان خلیج فارس واقع شده (دنباله حوزه گنبدشمالی قطر) فاصله دارد.

## جغرافیا
محدوده منطقه ویژه اقتصادی انرژی پارس براساس مصوبه هیئت وزیران و شورای عالی مناطق آزاد تجاری - صنعتی به این شرح تعیین گردیده است: از غرب به روستای شیرینو، از جنوب به خلیج فارس، از شمال به دامنه ادامه سلسله جبال زاگرس و بخش اسیر شهرستان مهر و از شرق به روستای چاه مبارک. این محدوده طبق مصوبه هیئت وزیران ۱۰۰۰۰ هکتار بوده که براساس استانداردها تفکیک می‌گردد.
این منطقه در شرق استان بوشهر در حاشیه خلیج فارس در ۳۰۰ کیلومتری شرق بندر بوشهر و در ۴۲۰ کیلومتری غرب بندر لنگه و در ۵۷۰ کیلومتری غرب بندرعباس واقع است و حدود ۱۰۰ کیلومتر با حوزه گاز پارس جنوبی که در میان خلیج فارس واقع شده (دنباله حوزه گنبد شمالی قطر) فاصله دارد.

### وجه تسمیه
رضا طاهری در کتاب از مروارید تا نفت (شرح مفصل تاریخ عسلویه و شهرستان کنگان) می‌نویسد نام «عسلویه» مرکب است از: عسل + او (= آب) + -ه (پسوند)، و روی هم رفته به معنای «آب عسلی» است. عسلویه در زمان‌های کهن از توابع سیراف کهن محسوب می‌شده است.

## منطقه ویژه اقتصادی
منطقه ویژه اقتصادی انرژی پارس (عسلویه) در سال ۱۳۷۷ طبق مصوبه شورای عالی مناطق آزاد تجاری-صنعتی برای بهره‌برداری از منابع نفت و گاز حوزه پارس جنوبی و انجام فعالیت‌های اقتصادی در زمینه نفت و گاز و پتروشیمی در محدوده نوار ساحلی عسلویه و خلیج نایبند به وسعت ۳۰ هزار هکتار تأسیس شد.
پس از تأسیس منطقه ویژه، به علت آلودگی ناشی از تأسیسات صنعتی که از نظر میزان آلایندگی در دنیا بینظیر می‌باشد، بیماری‌های ناشناخته و مادرزادی در میان نوزادان و ساکنین منطقه به شدت شیوع یافته است. بارها صحبت دربارهٔ تبدیل به منطقه آزاد شدن عسلویه گردیده و اسکله‌ای به همین منظور تأسیس گردید ولی تاکنون اقدامی صورت نگرفته است.

## صنایع و پتروشیمی‌ها
بسیاری عسلویه را با صنایع و پتروشیمی‌ها می‌شناسند و پتروشیمی‌های مختلفی در این منطقه فعالیت می‌کنند. پتروشیمی پردیس، پتروشیمی پارس، پتروشیمی مروارید و … از جمله پتروشیمی‌های موجود در این بندر هستند.

## مردم
طبق سرشماری رسمی سال ۱۳۹۵ جمعیت شهر عسلویه ۱۳٬۴۷۶ نفر بود. مذهب مردمان این شهر شیعه و سنی می‌باشد. زبان بومیان عربی خلیجی می‌باشد.

## مکان‌های دیدنی

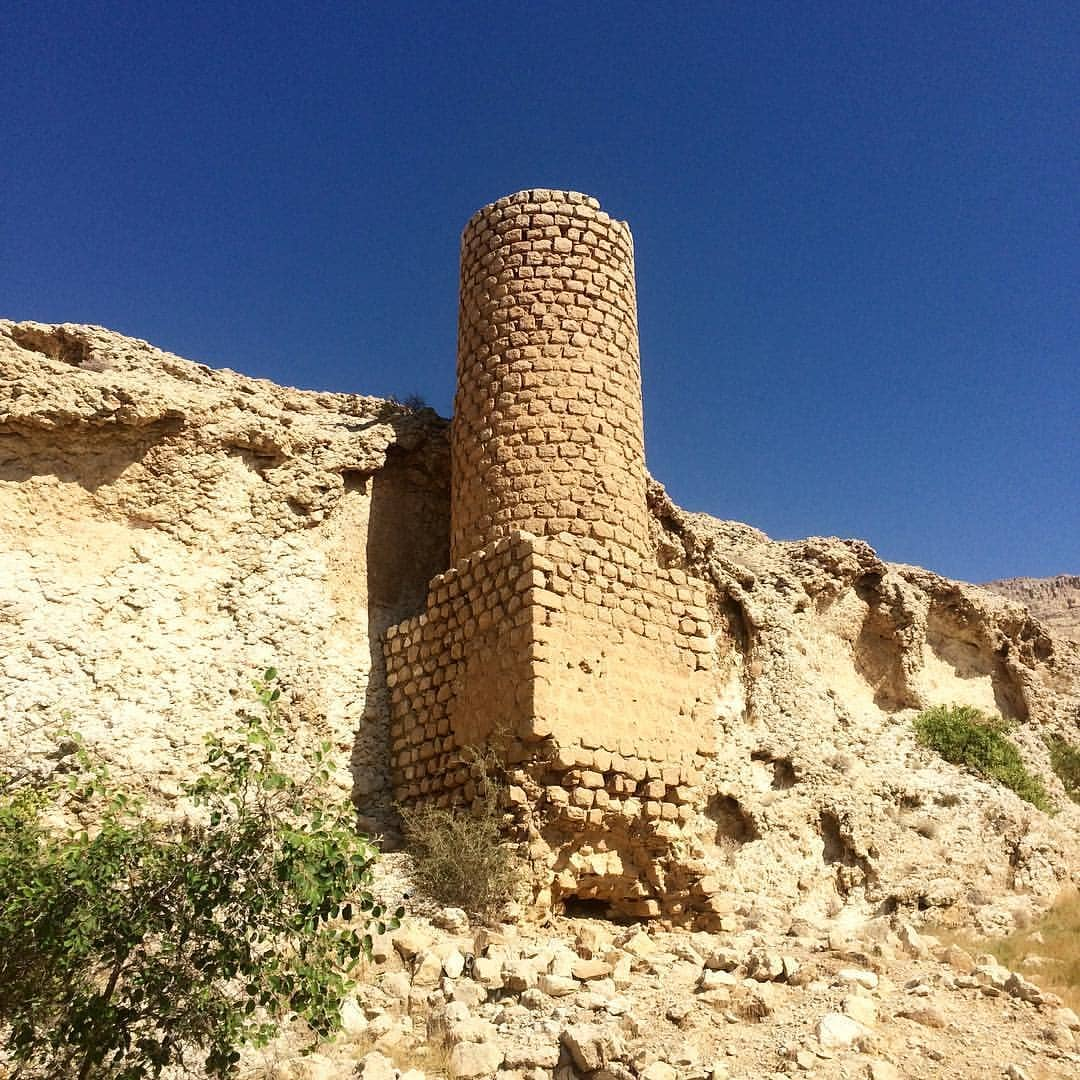
آسیاب آبی و قدیمی عسلویه

یکی از آثار دیدنی شهرستان عسلویه، آسیاب آبی و قدیمی است که در فهرست آثار ملی نیز ثبت شده است. موزه مردم‌شناسی، و سواحل تفریحی و نخلستان‌های زیبا از دیگر دیدنی‌های عسلویه هستند.

## نگارخانه

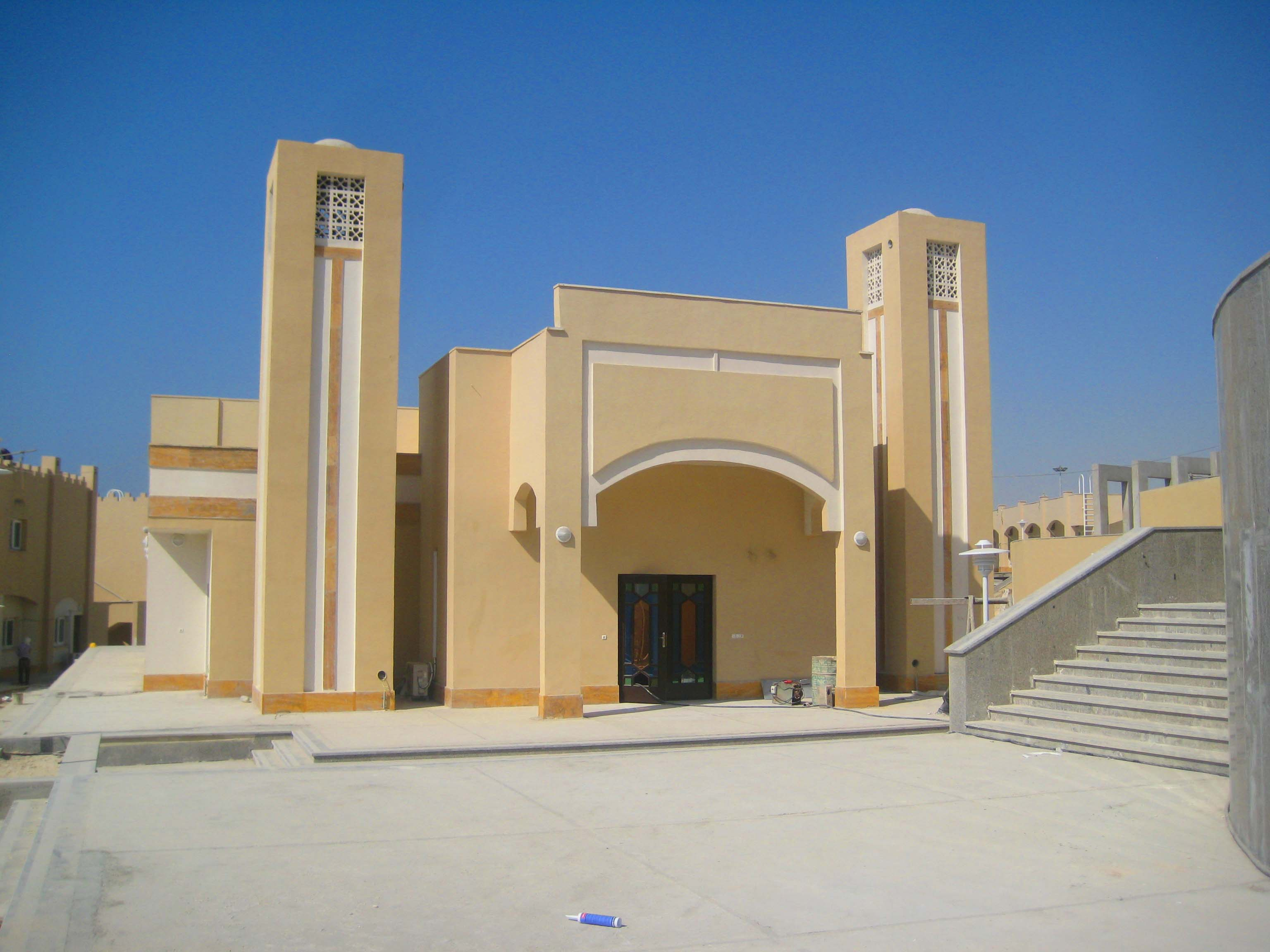
یک مسجد با معماری خاص در عسلویه
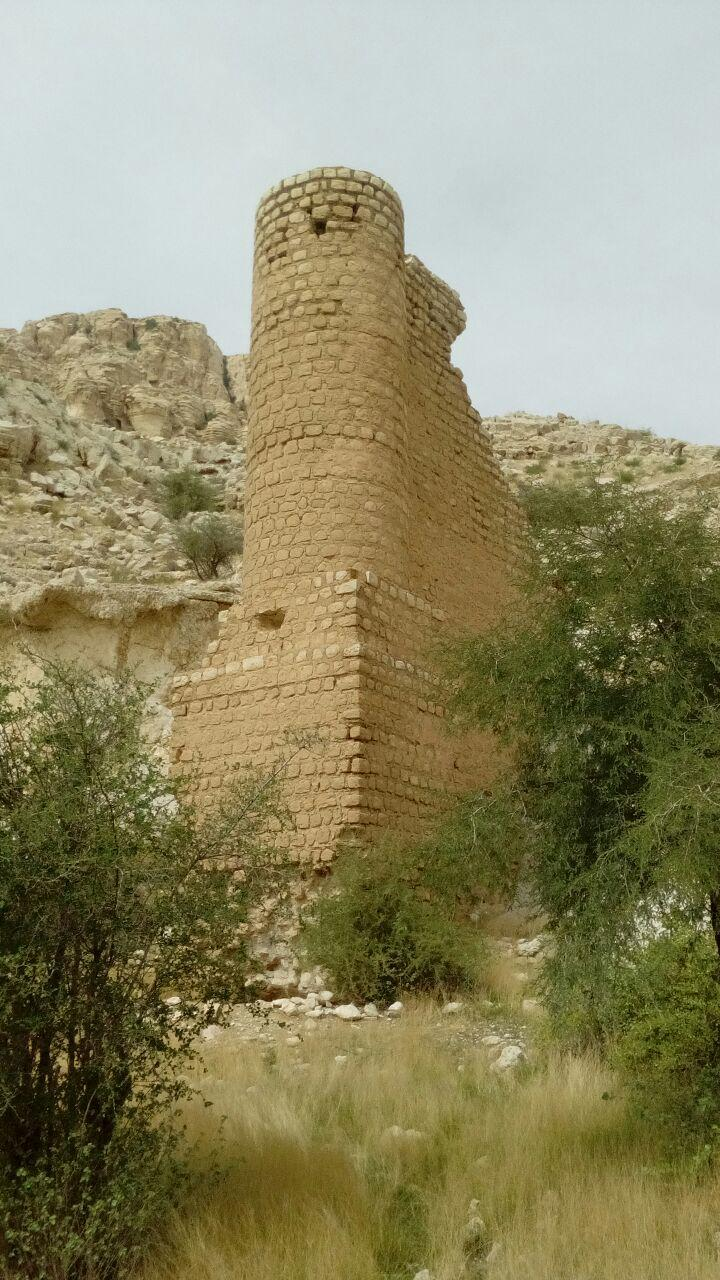
یک آب بند در روستای بزباز عسلویه